# We Cry
Singles de The Script
The Man Who Can't Be Moved
(2008)
We Cry est le premier single de The Script issu du leurs premier album The Script. Le single est sorti le 25 avril 2008. La chanson est à propos des personnes, que Danny a connu durant son enfance à Dublin. Elle a reçu beaucoup de publicité sur BBC Radio 1.

## Inspiration
Le chanteur Danny O'Donoghue a dit que la chanson reflète les moments difficiles qu'il a vécu. Sur 4Play, une émission de la chaîne 4Music il a parlé de la mort de son père cinq mois après que son compagnon de groupe a perdu sa mère.

## Vidéo musicale
Le clip de la chanson commence avec des images d'une zone urbaine à New York. On voit aussi le groupe en train de jouer la chanson avec leurs instruments. Après, la vidéo concentre sur Danny qui chante la chanson tout en se promenant dans la ville. La vidéo a été chargée sur la page officielle de The Script sur YouTube en date de 27 février 2008. 

## Classement
La chanson est entrée dans Le Chart Irlandais des Singles en mai 2008, et se classe à 9e place.
| Classement (2008)              | Meilleure position |
| ------------------------------ | ------------------ |
| Allemagne (Media Control AG)   | 61                 |
| Australie (ARIA)               | 82                 |
| Danemark (Tracklisten)         | 6                  |
| Hongrie (Rádiós Top 40)        | 20                 |
| Irlande (IRMA)                 | 9                  |
| Italie (FIMI)                  | 11                 |
| Japon (Hot 100)                | 45                 |
| Royaume-Uni (UK Singles Chart) | 15                 |
| Suède (Sverigetopplistan)      | 25                 |
| Suisse (Schweizer Hitparade)   | 56                 |